# Brice Goepfert
Pour les articles homonymes, voir Göpfert.
Brice Goepfert, né à La Garenne-Colombes en 1956, est un dessinateur et un scénariste de bande dessinée français.

## Biographie
Il a débuté dans la publicité avant de se mettre à la bande dessinée. 
Il dessine Le Fou du Roy, une des branches des célèbres Les Sept Vies de l'Épervier.

## Œuvre

### Albums
- Les Chemins de Malefosse, scénario de Daniel Bardet, Glénat, collection Vécu

13. Quiconque meurt…, 2005  (ISBN 2-7234-4628-X)
14. Franc-routier, 2006  (ISBN 2-7234-5192-5)
15. Margot !, 2007  (ISBN 978-2-7234-5457-5)
16. Sacrale, 2007  (ISBN 978-2-7234-5896-2)
17. Les 7 dormants, 2008  (ISBN 978-2-7234-6198-6)
18. Le Téméraire, 2009  (ISBN 978-2-7234-6735-3)
19. Rouge feu, 2011  (ISBN 978-2-7234-7383-5)
20. Quartus, 2012  (ISBN 978-2-7234-8087-1)
- Ella Mahé, scénario de Jean-François Charles et Maryse Charles, Glénat, collection Caractère

3. Celle qui n'a pas de nom, dessins de Brice Goepfert et Jean-François Charles, 2011  (ISBN 978-2-7234-7727-7)
- Le Fou du Roy, scénario de Patrick Cothias, Glénat, collection Vécu

1. Le Pavillon des singes, 1995  (ISBN 2-7234-1839-1)
2. L’École des bouffons, 1995  (ISBN 2-7234-1991-6)
3. Les Dindons de la farce, 1996  (ISBN 2-7234-2139-2)
4. Le Roy et l’ombre, 1997  (ISBN 2-7234-2248-8)
5. Le Masque et la Plume, 1998  (ISBN 2-7234-2410-3)
6. Le Baron de Molière, 1999  (ISBN 2-7234-2604-1)
7. Le Secret de Polichinelle, 1999  (ISBN 2-7234-2773-0)
8. Les Feux de la rampe, 2001  (ISBN 2-7234-3301-3)
9. Le Testament de d’Artagnan, 2004  (ISBN 2-7234-4159-8)

- Les Grandes batailles de l'histoire en BD

1. La Seconde guerre mondiale - La guerre éclair 1940 - Les Ardennes 1944/45, scénario de Bruno Jean-Faure, Éditions Larousse, 1983  (ISBN 2-03-651127-9)
4. La Seconde guerre mondiale - Les batailles du désert, scénario de Bruno Jean-Faure, Larousse, 1983  (ISBN 2-03-651122-8)
- Histoire de la révolution française, scénario de Georges Castellar, Éditions Atlas

2. La Patrie en danger, 1984  (ISBN 2-7312-0367-6)
4. Vers l'empire, 1985  (ISBN 2-7312-0369-2)
Divers fascicules supplémentaires
- Histoire des provinces de France, Éditions Larousse

3. L'Aquitaine, scénario de Sainte Quittière, 1983  (ISBN 2-03-651155-4)
- L'Histoire en BD, Éditions Larousse

3. Napoléon - Austerlitz et Waterloo, scénario de Bernard Asso, dessins de Brice Goepfert et Erik Arnoux, 2006  (ISBN 2-03-582751-5)
- Le Lys noir, Glénat, collection Vécu

1. Le Jardin des âmes, 2000  (ISBN 2-7234-3062-6)[1],[2]
2. La Grande Muette, 2001  (ISBN 2-7234-3493-1)
3. Le Voyage du Lys, 2002  (ISBN 2-7234-3760-4)

- Soldats de lumière, scénario d'André Simon, Lavauzelle, collection Ballades d'Antan

1. Lueur dans les collines, 1985  (ISBN 2-7025-0129-X)

- L'Ultime Chimère, scénario de Laurent-Frédéric Bollée, Glénat, collection Grafica

2. L'île, dessins de Brice Goepfert, Griffo et Philippe Aymond, 2008  (ISBN 978-2-7234-6139-9)
- Vinifera, scénario d'Éric Corbeyran, couleurs de Minte, Glénat

2. Les Moines de Bourgogne, 2018  (ISBN 978-2-344-01707-4)